# Cameron (Wisconsin)
Cameron é uma vila localizada no estado norte-americano de Wisconsin, no Condado de Barron.

## Demografia
Segundo o censo norte-americano de 2000, a sua população era de 1546 habitantes.
Em 2006, foi estimada uma população de 1688, um aumento de 142 (9.2%).

## Geografia
De acordo com o United States Census Bureau tem uma área de
6,5 km², dos quais 6,2 km² cobertos por terra e 0,3 km² cobertos por água.

## Localidades na vizinhança
O diagrama seguinte representa as localidades num raio de 24 km ao redor de Cameron.